# Ferdinand Walsin Esterhazy
Pour les articles homonymes, voir Esterházy.
 (avril 2022).
Marie Charles Ferdinand Walsin Esterhazy, né le 16 décembre 1847 à Paris et mort le 21 mai 1923 à Harpenden en Angleterre, est un officier français.
Commandant au 74e régiment d'infanterie de ligne, sa trahison a été à l'origine de l'affaire Dreyfus.

## Biographie

### Avant l'affaire Dreyfus

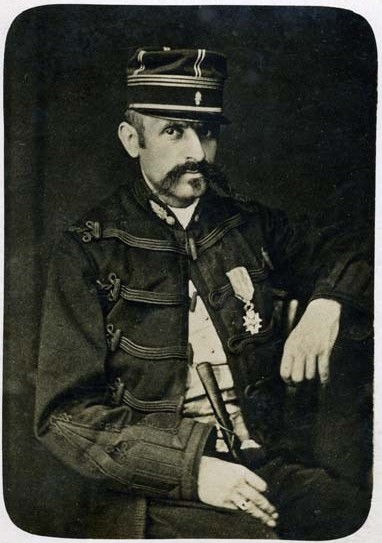
Esterhazy vers 1885.

Ferdinand Walsin-Esterhazy est le fils du général Louis Joseph Ferdinand Walsin-Esterhazy (1807–1857), qui s’est distingué en commandant une division durant la guerre de Crimée, et de son épouse Marie Thérèse Zélie Dequeux de Beauval. Son grand-père paternel, Jean Marie Auguste Walsin-Esterhazy, né à Valleraugue dans le Gard, était le fils naturel de la comtesse hongroise Marie Anne Esterházy de Galántha qui eut une liaison avec Jean André César de Ginestous, maire de la ville du Vigan. Il a été adopté par le Dr Walsin, le médecin français de la famille princière austro-hongroise. Il a utilisé le nom d'Esterházy sans l'accord de la famille qui lui a intenté un procès, mais le tribunal lui a uniquement interdit de porter le titre de comte.
Né à Paris, Ferdinand est élevé en France et fréquente le lycée Bonaparte (devenu par la suite lycée Condorcet). Sans doute inspiré par une famille militaire (son oncle et son père étant généraux), il tente le concours de Saint-Cyr, mais échoue. Il rejoint ensuite la Légion d’Antibes où il se mêle aux défenseurs de la papauté. Très rapidement il est sous-lieutenant à titre provisoire. Il obtient frauduleusement le grade de sous-lieutenant, sans avoir été sous-officier ou être passé par une école militaire « à titre étranger » avec ce grade dans la Légion étrangère.
Il prend part à la guerre de 1870. En 1874, il est nommé officier d'ordonnance du général Grenier, à Paris, où il s'illustre par ses spéculations boursières et ses nombreuses liaisons. En 1877, il est affecté au Deuxième Bureau, chargé des renseignements sur les troupes ennemies. Il y fait la connaissance du capitaine Hubert-Joseph Henry et du capitaine Maurice Weil.
C'est à partir de 1894 qu'il commence ses activités d'espion à la solde des Allemands. Lié à l'attaché militaire allemand von Schwartzkoppen, il lui fournit des renseignements, vraisemblablement pour éponger ses dettes.

### Famille
Le 6 février 1886, à Paris, Esterhazy épouse Anne-Marie de Nettancourt-Vaubécourt, dont il a deux filles :
- Claire Marie Évérilda Walsin Esterhazy (1887-1963), actrice, connue sous le nom d'Hilda Robesca ;
- Marie-Alice Armande Valentine Walsin Esterhazy (1889-1976), professeur de piano.

### Procès et exil

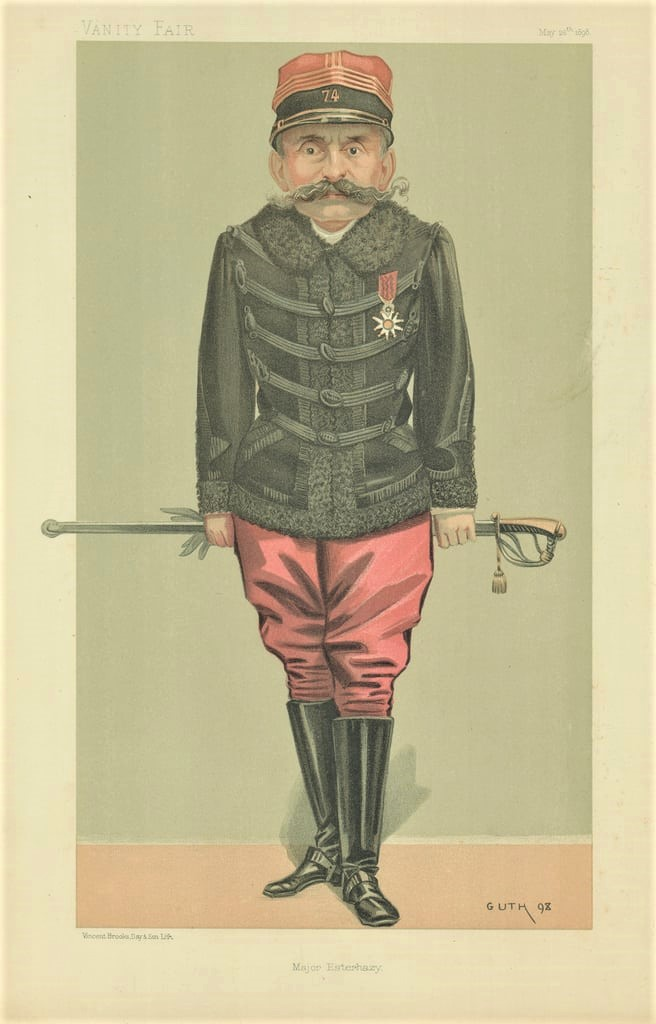
Caricature de Esterhazy par Jean-Baptiste Guth dans le Vanity Fair du 26 mai 1898.

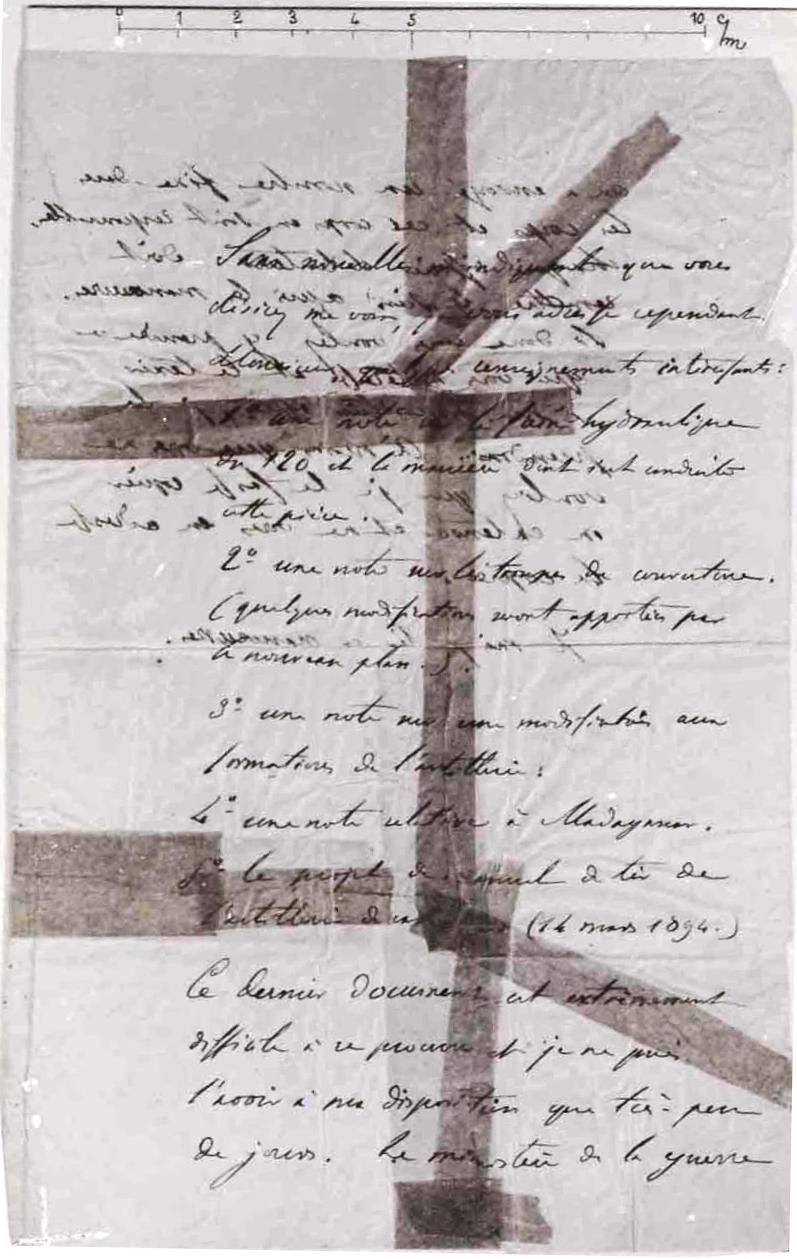
Le « bordereau » rédigé par Esterhazy.

En 1895, succédant au colonel Jean Sandherr, le colonel Marie-Georges Picquart découvre qu'Esterhazy est l'auteur du bordereau de l'affaire Dreyfus. La hiérarchie militaire tente d'étouffer l'affaire. Quelques mois plus tard, Le Figaro publie des extraits de lettres d'Esterhazy à une ancienne maîtresse, Gabrielle de Boulancy. Dans l'une d'elles, il écrit : « Si un soir on venait me dire que je serais tué demain comme capitaine de uhlans en sabrant des Français, je serais certainement parfaitement heureux ».

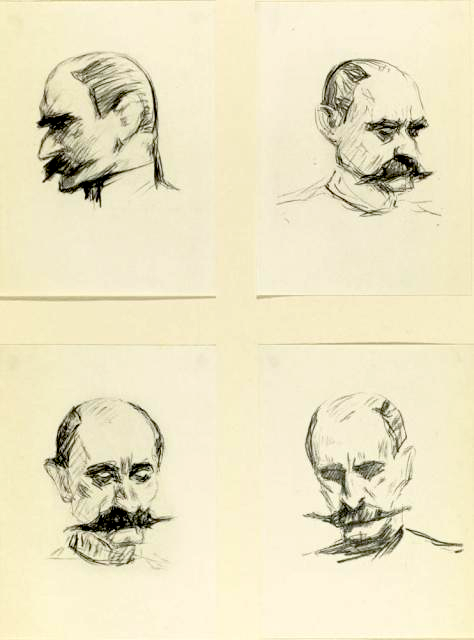
Expressions d'Esterhazy lors du procès Zola, par Paul Renouard, 1899.

En novembre 1897, Mathieu, le frère d'Alfred Dreyfus, écrit au ministre de la Guerre pour dénoncer Esterhazy comme l'auteur du bordereau. En effet, le coulissier Jacques de Castro a reconnu l'écriture de son client, le commandant Esterhazy.
Esterhazy demande alors lui-même à être jugé. Défendu par Me Maurice Tézenas, il comparaît devant un tribunal militaire, le 10 janvier 1898, à huis clos. Le conseil de guerre prononce à l'unanimité son acquittement. Émile Zola riposte à cet affront en publiant alors son fameux J'accuse… !
Remis en liberté le 12 août 1898, et réformé quelques jours plus tard, après la découverte du « faux Henry », Esterhazy s'exile à Londres. La presse et les caricaturistes d'alors s'acharnent sur son cas.
Dans son récit publié par le quotidien Le Matin en 1899, il affirme avoir écrit le bordereau « sous la dictée », en obéissant aux ordres de ses chefs, précisément « sur l'invitation du colonel Sandherr ».
En août 1899, le procès de Rennes s'ouvre, qui condamnera Dreyfus à dix ans de prison avec « circonstances atténuantes ». De 1903 à 1906, Esterhazy est le correspondant en Angleterre du journal antidreyfusard et antisémite La Libre Parole. En 1908, il est exilé dans la ville de Harpenden, dans l'est de l'Angleterre, et dissimule son identité sous le nom du comte Jean de Voilemont. De 1911 à 1917, il rédige des articles pour le journal L'Éclair.
Il meurt en 1923 à Harpenden, où il est enterré au cimetière de l'église St Nicholas, sous sa fausse identité de comte de Voilemont et avec une fausse année de naissance (1849), sans avoir été condamné.

## Débats sur la trahison d'Esterhazy
Les principaux auteurs spécialistes de l'affaire Dreyfus, Marcel Thomas, Jean-Denis Bredin, Vincent Duclert et Philippe Oriol, soutiennent qu'Esterhazy a trahi contre de l'argent.
Toutefois, l'historien militaire français Jean Doise soutient qu'Esterhazy était en fait un agent double utilisé par les services français pour « intoxiquer » les Allemands afin de détourner leur attention au moment précis de la création ultra-secrète du futur canon de 75 mm modèle 1897. L'écrivain Henri Guillemin a fait l'hypothèse qu'Esterhazy aurait rédigé le bordereau à la demande de Jean Sandherr, directeur du contre-espionnage militaire français, le « Bureau de statistique », pour alerter indirectement le général Félix Gustave Saussier, qui aurait été la source des informations transmises,.

## Dans les arts et la culture populaire

### Filmographie

#### Cinéma
Dans J'accuse (2019) de Roman Polanski, son rôle est joué par Laurent Natrella.

### Littérature

#### Bande dessinée
Dans L'Homme de l'année, tome 7 1894 - L'Homme à l'origine de l'affaire Dreyfus (2014), l'histoire se concentre sur Esterhazy.

### Iconographie

#### Caricatures

Ferdinand Walsin Esterhazy entre 1897 et 1906
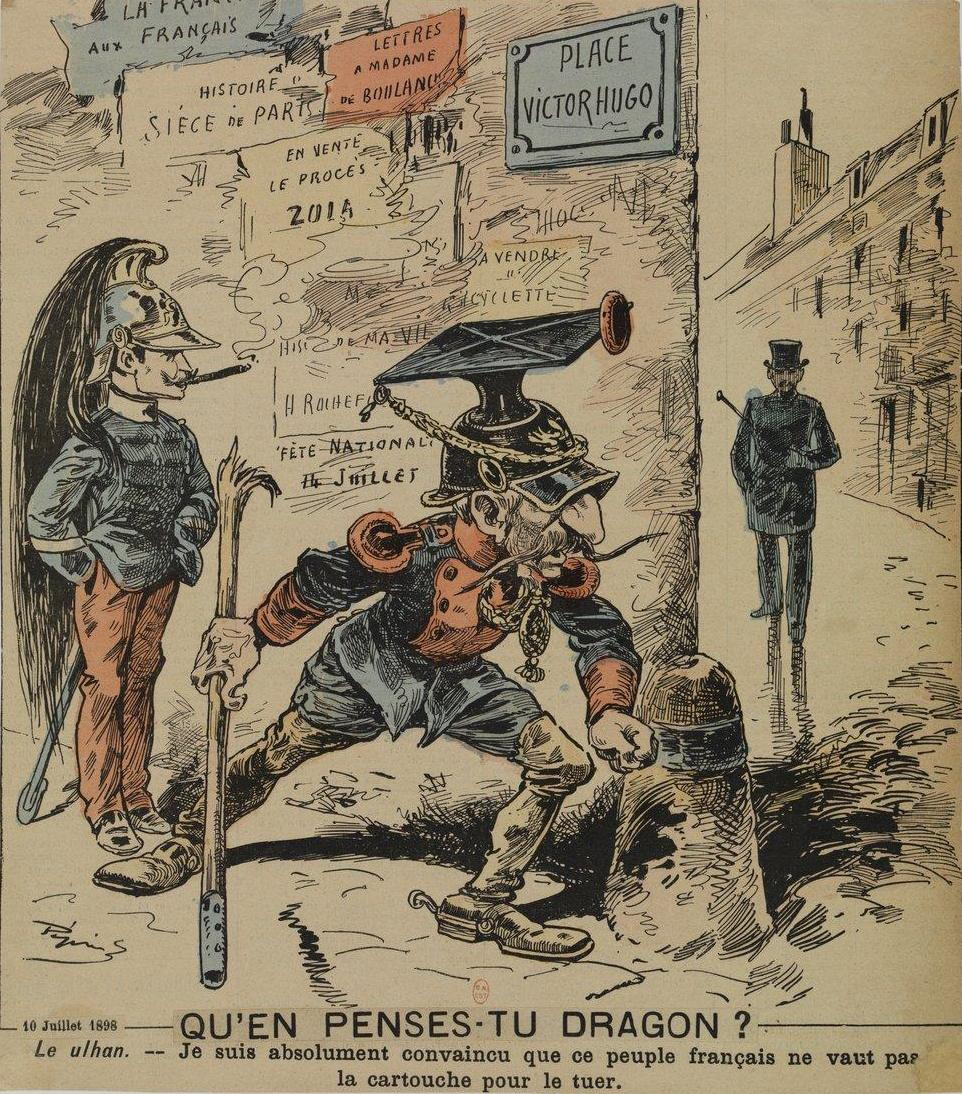
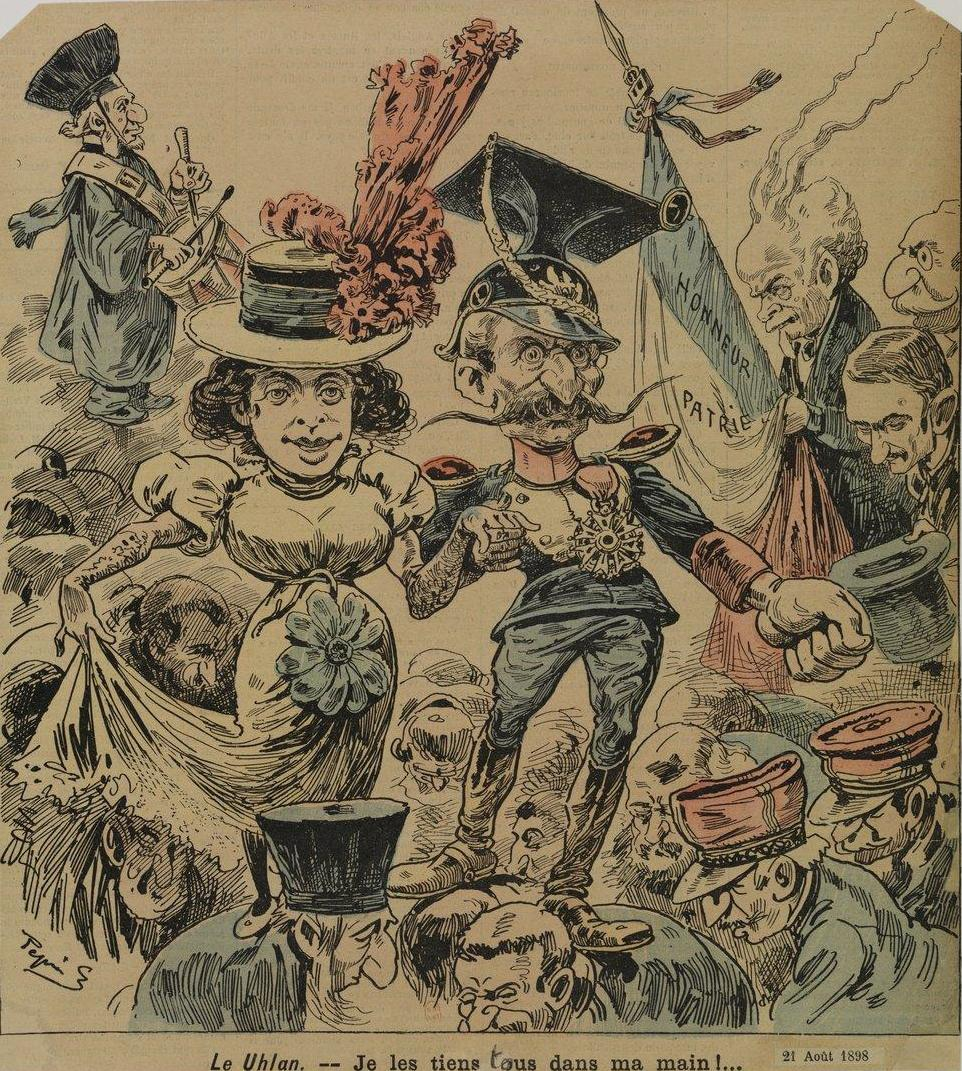
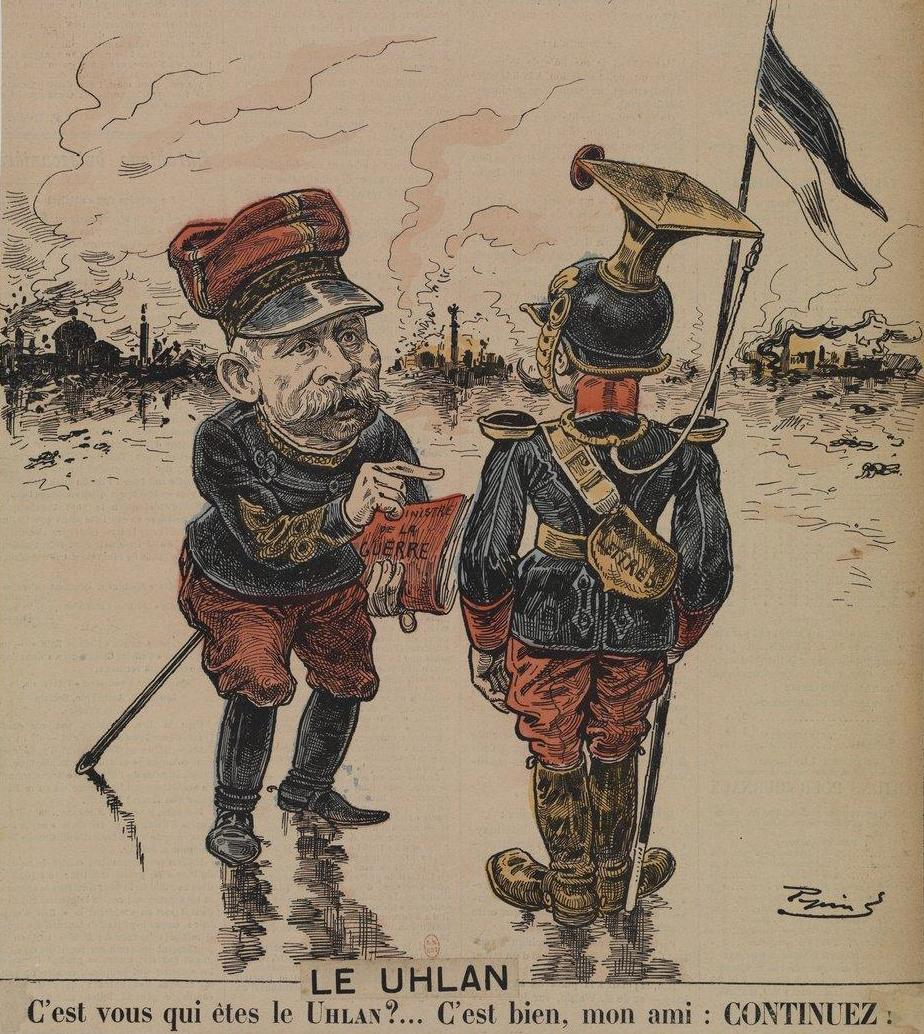
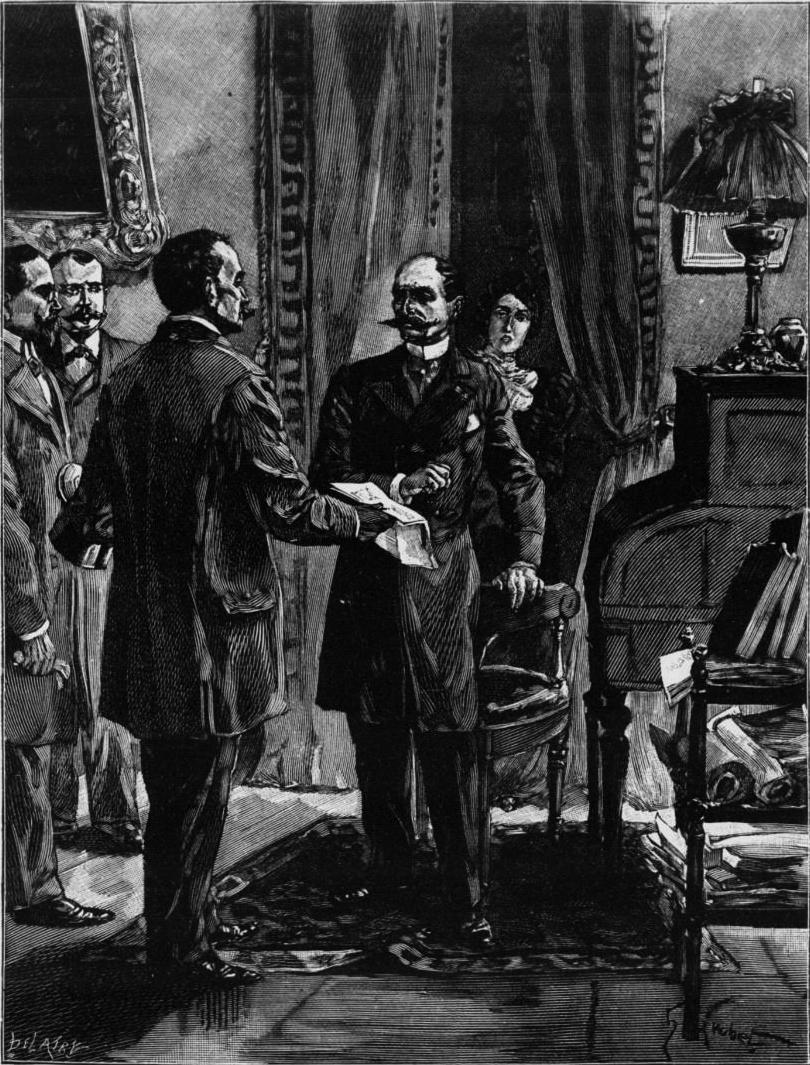
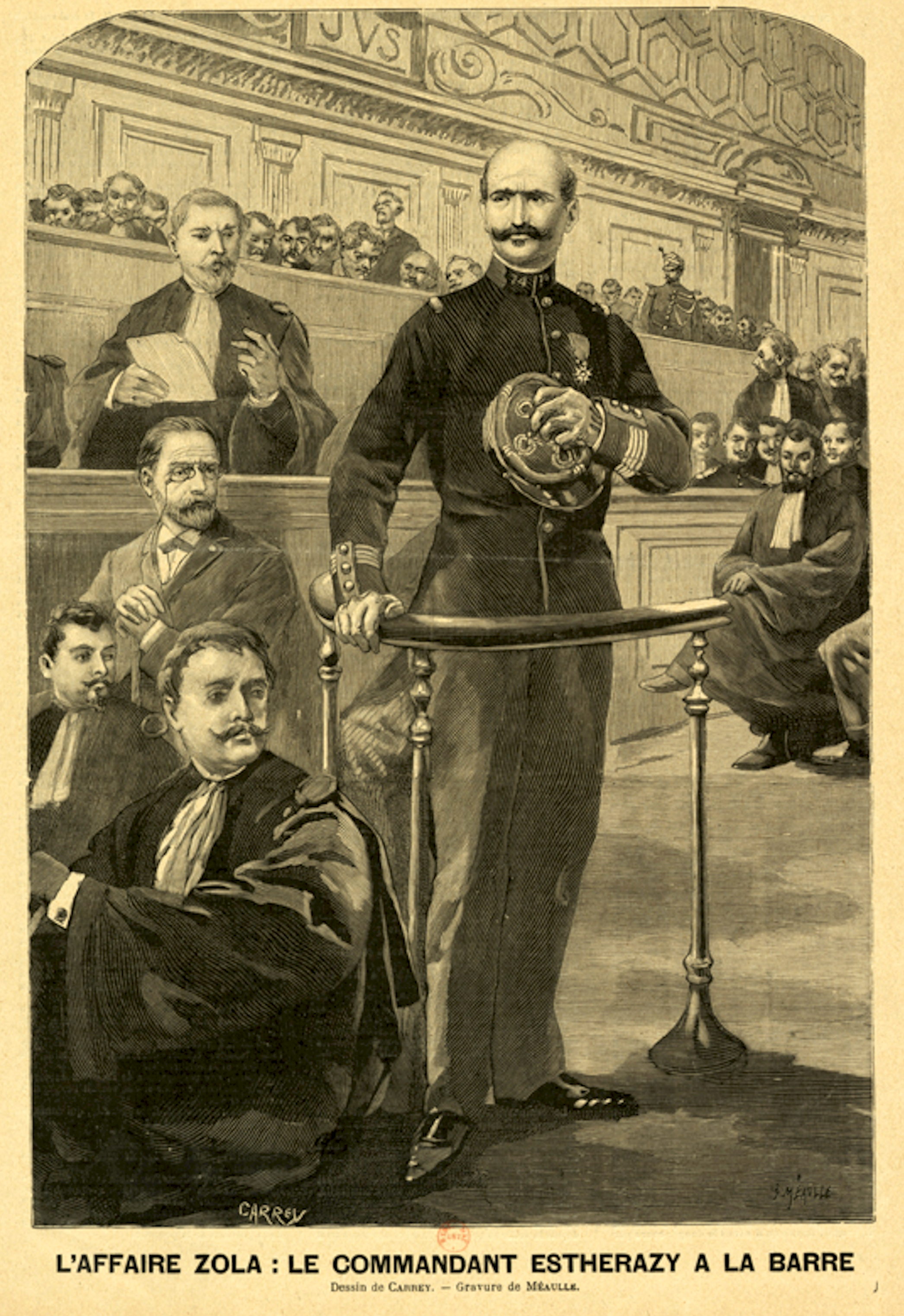
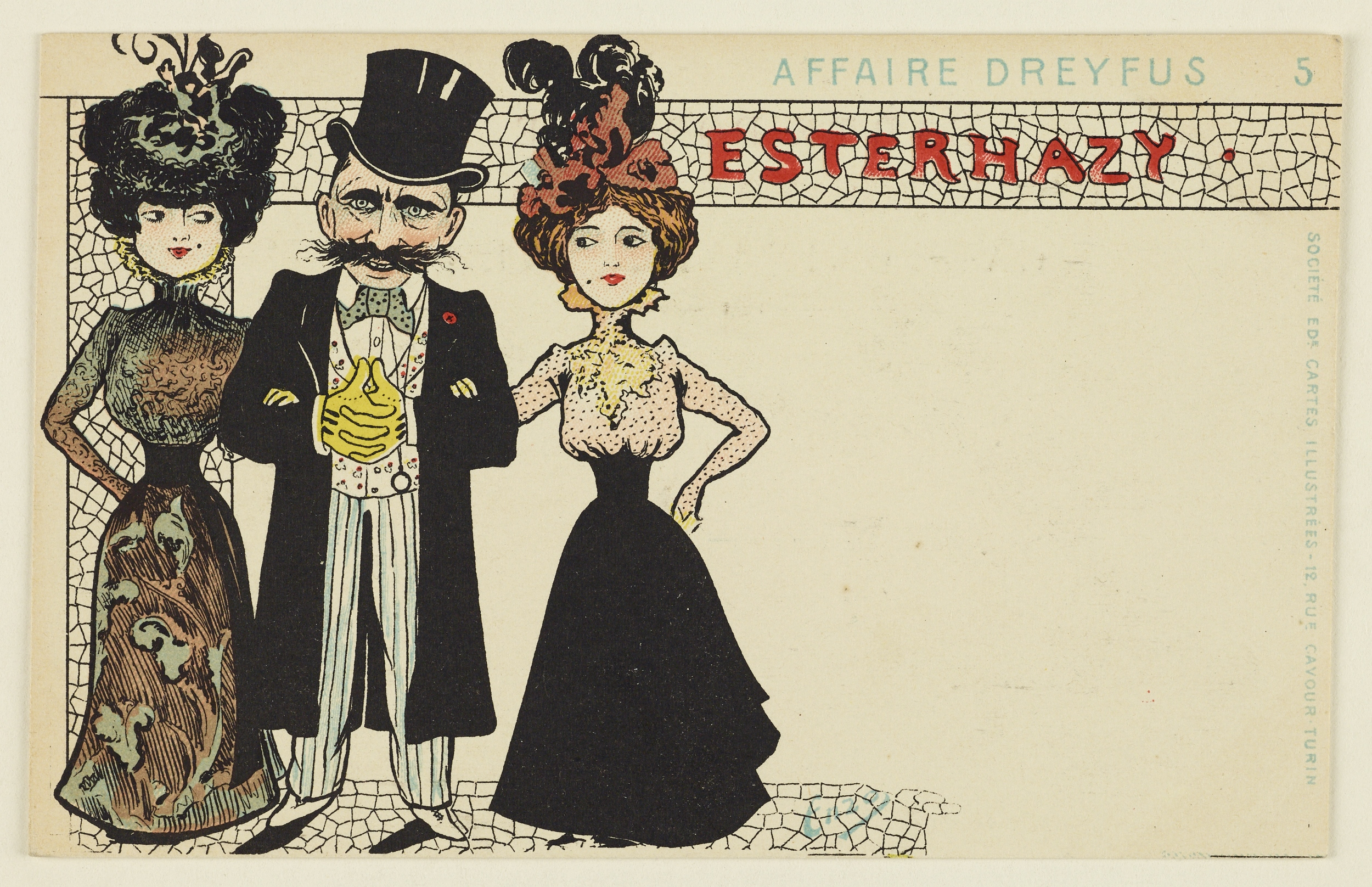
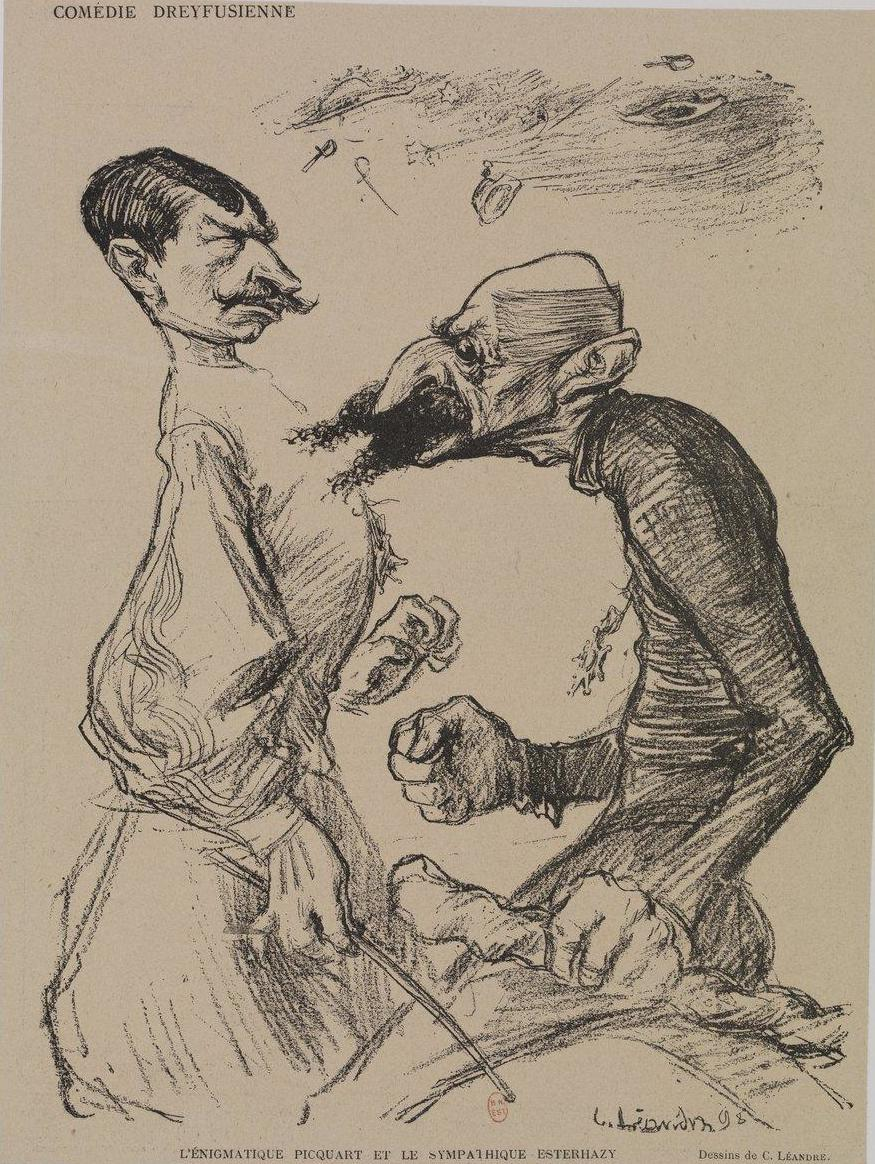
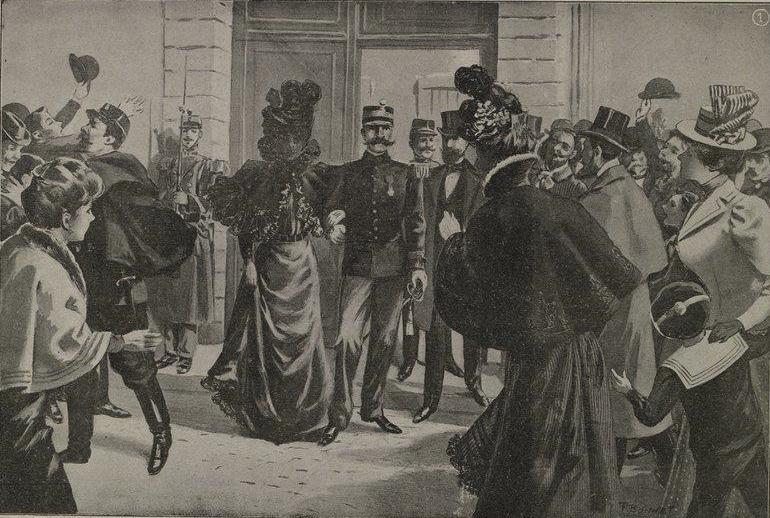
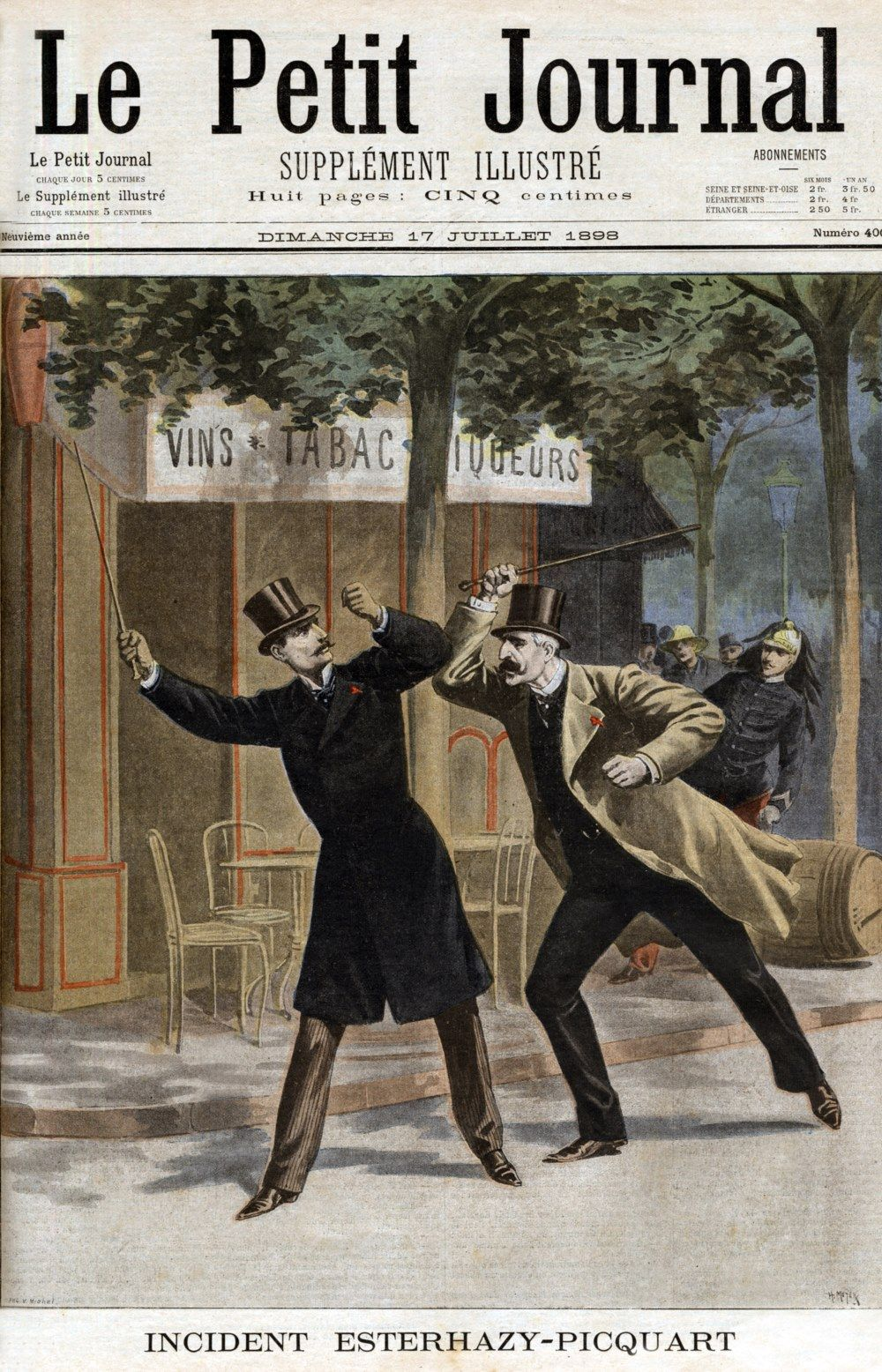
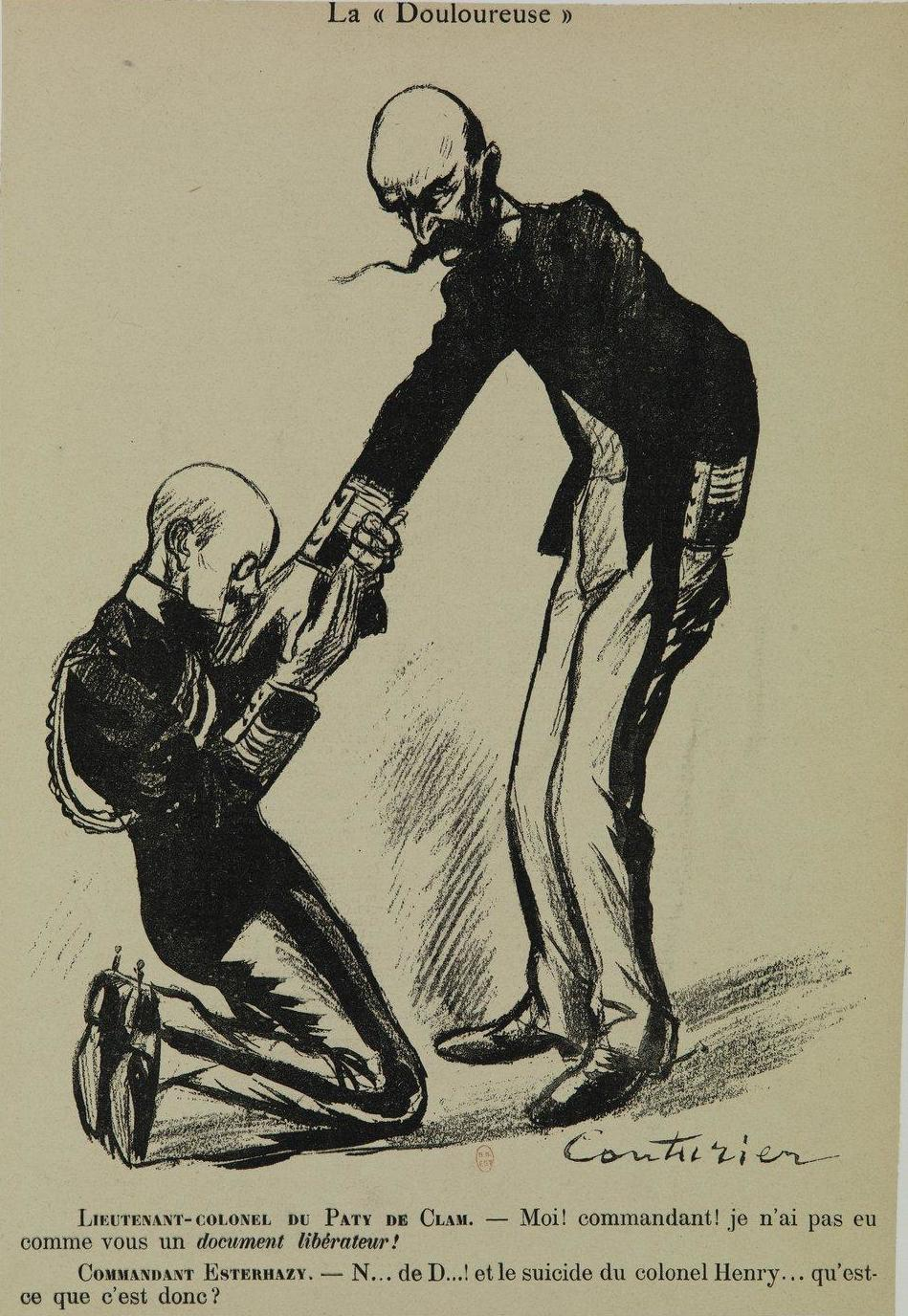
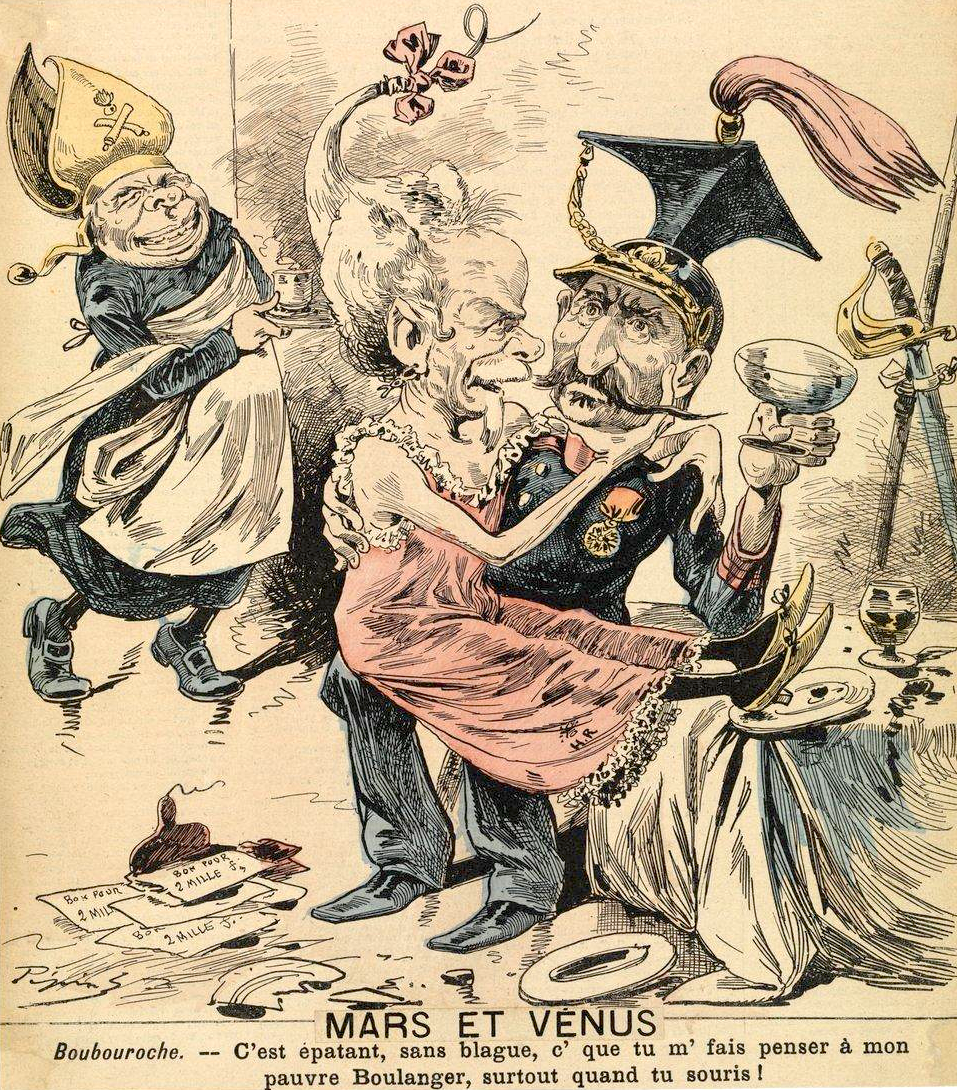
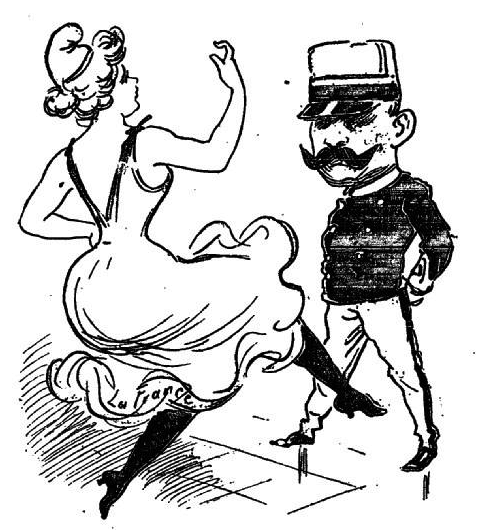
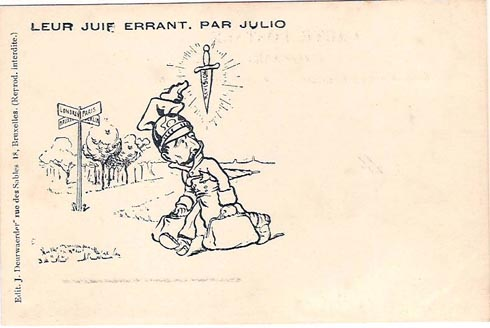
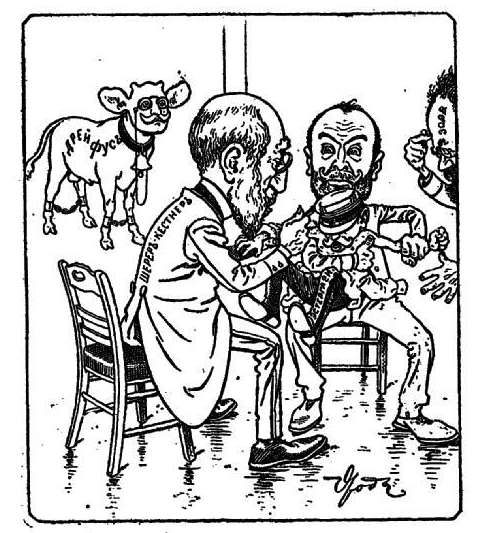
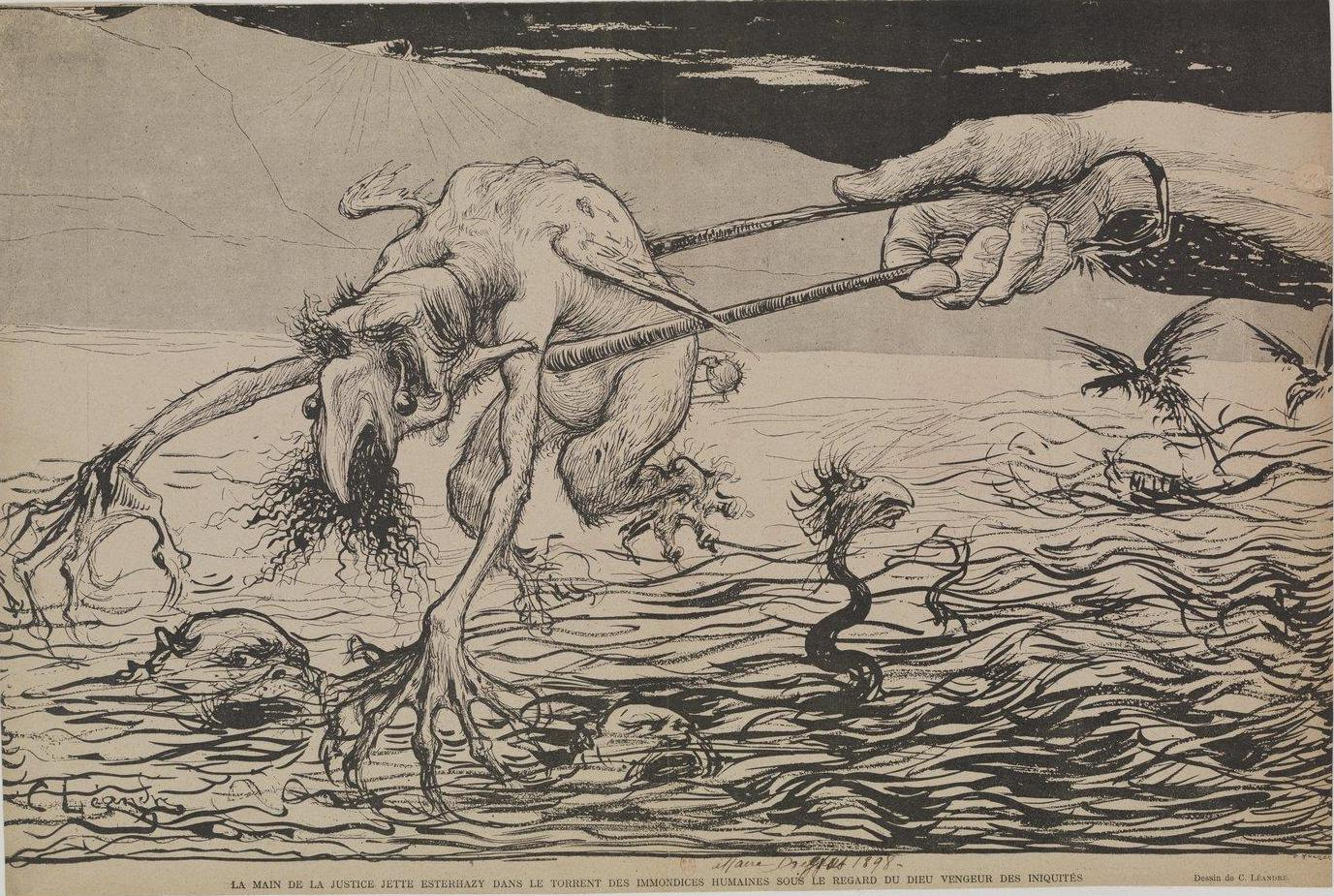
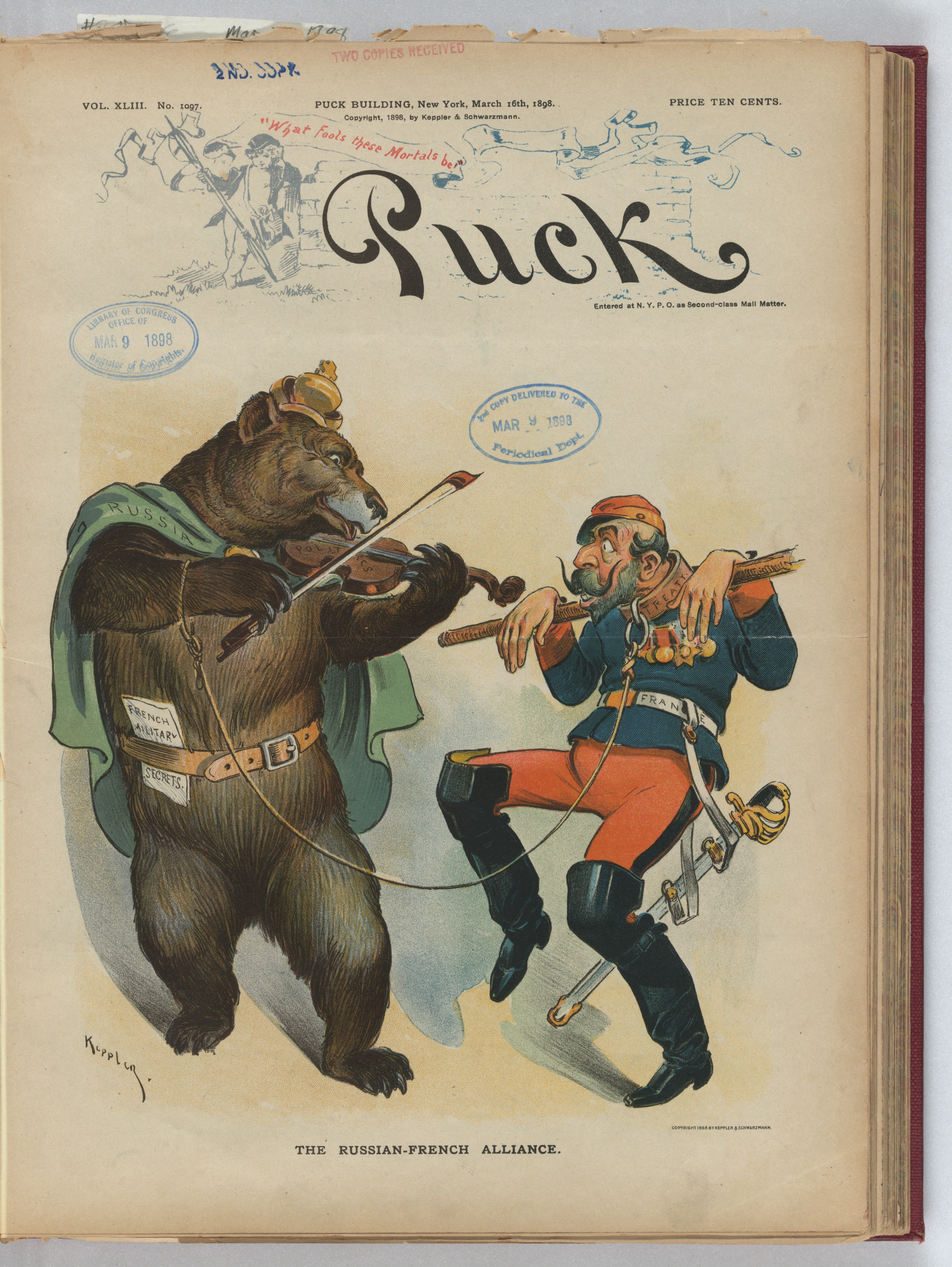
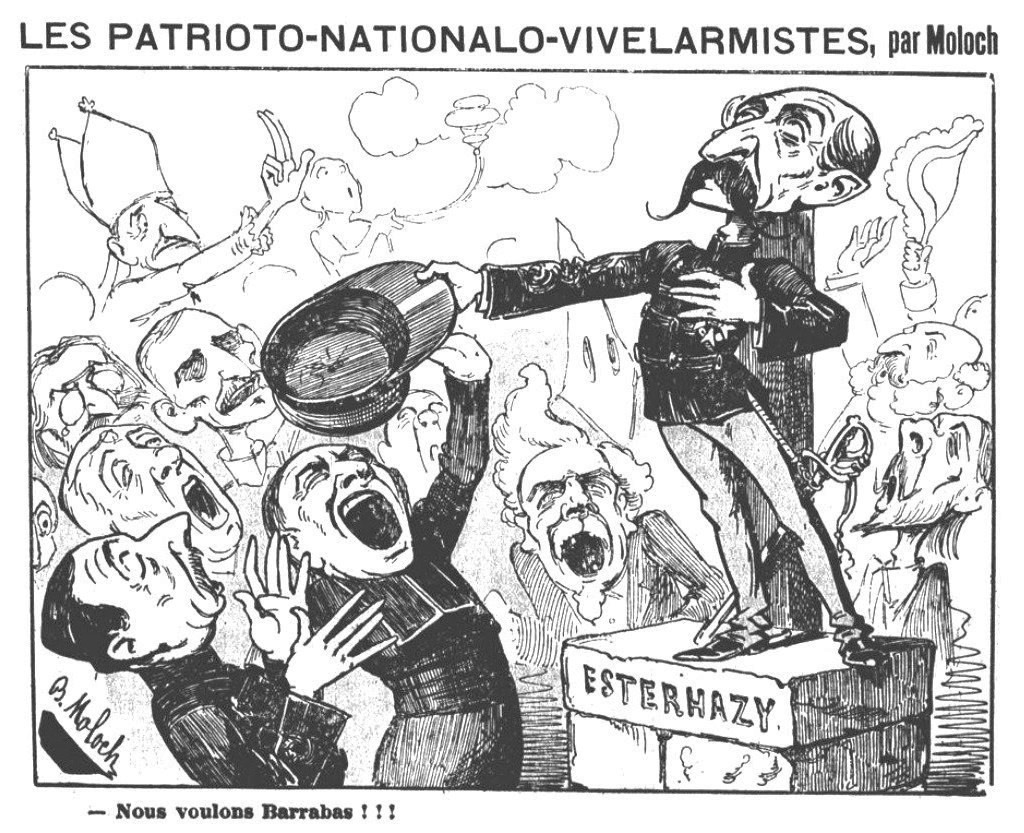
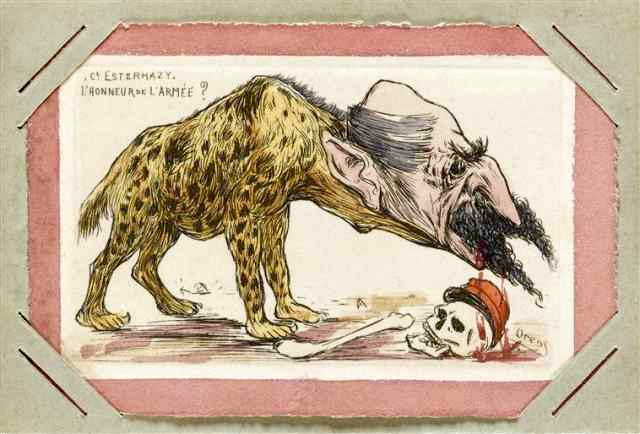

## Publications
- Bordereau de l’affaire Dreyfus.
- La vérité sur l'affaire Dreyfus gallica.
- Les dessous de l'affaire Dreyfus gallica.